# Философски преглед (журнал)
«Философски преглед» (болг. Философское обозрение) — болгарський філософський журнал.

## Історія
Заснований в 1929. Виходив під редакцією Димитара Міхалчева. З 1929 до 1943 в журналі було опубліковано 468 статей; 114 критичних відгуків; 70 питань і відповідей; 226 статей з соціології та соціальної педагогіки. У роботі журналу брали участь близько 200 авторів: Александр Балабанов, Петро Біциллі, Мара Белчева, Боян Болгар, Тодор Влайков, Орлін Василев, Любомир Владикін, Венелін Ганев, Афанасій Далчев, Любен Діков, Атанас Іліев, Іван Кинкель, Димо Казасов, Єфрем Каранфілов, Іван Леков, Нікола Мавродінов, Стефан Младенов, Фані Попова-Мутова, Петро Мутафчіев, Константин Петканов, Емануїл Попдімітров, Іван Орманджіев, Петко Розен, Нікола Сакаров, Александр Теодоров-Балан, Георгі Томалевскі, Іван Хаджійський, Младен Ніколов, Буко Ісаев та інші.